# Avalon, Kalifornija
Avalon je grad u američkoj saveznoj državi Kalifornija. Prema popisu stanovništva iz 2010. u njemu je živjelo 3,728 stanovnika.